# Guerra e Paz (filme de 1966)
Guerra e Paz (em russo:  Voyna i Mir; cirílico: Война и Mир) é um filme soviético adaptação do romance epônimo escrito por Liev Tolstói, lançado em quatro partes entre 1966 e 1967. Sergei Bondarchuk dirigiu, coescreveu e estrelou os filmes como Pierre Bezukhov. O elenco principal também tem Ludmila Savelyeva como Natasha Rostova e Vyacheslav Tikhonov como Andrei Nikolayevich Bolkonsky.
O filme foi produzido pela Mosfilm entre 1961 e 1967 com um grande apoio das autoridades soviéticas. Com um custo de 8 291 712 rublos soviéticos – 9 213 013 dólares em valores de 1967, ou aproximadamente 67 milhões em valores de 2011 – Voyna i Mir foi o filme mais caro já produzido na União Soviética. Ao ser lançado, ele foi um enorme sucesso de público, atraindo mais de 135 milhões de espectadores. Voyna i Mir venceu o Grand Prix do Festival de Moscou, o Golden Globe Award de Melhor Filme Estrangeiro e o Oscar de Melhor Filme Estrangeiro.

## Enredo

### I:Andrei Bolkonsky
Na São Petesburgo de 1805, Pierre Bezukhov, o filho bastardo de um rico nobre, é apresentado a alta sociedade. O Príncipe Andrei Nikolayevich Bolkonsky, seu amigo, alista-se no Exército Imperial Russo como ajudante do General Mikhail Kutuzov durante a guerra da Terceira Coligação contra Napoleão Bonaparte. Quando é reconhecido por seu pai, Bezukhov acaba chamando a atenção de Hélène Kuragin. Os dois se casam, mas ele descobre a infidelidade dela. Bolkonsky faz parte de uma campanha fracassada na Áustria, participando da Batalha de Schöngrabern e da Batalha de Austerlitz. Ele é seriamente ferido e incorretamente dado como morto. Sua esposa acaba morrendo durante o parto. Bolkonsky volta para casa e conhece Natasha Rostova, a jovem filha de um conde.

### II:Natasha Rostova
No final de 1809, Rostova faz seu baile de debutante. Bolkonsky se apaixona e pede ela em casamento, porém o pai de Rostova pede para eles esperarem. O príncipe viaja para o exterior, e Rostova espera por ele. Porém, ela logo conhece Anatol Vasilyevich Kuragin e esquece Bolkonsky. No último minuto, ela se arrepende e abandona o plano de fugir com Kuragin. Bolkonsky descobre o caso e anúncia o fim do noivado. Bezukhov declara seu amor por Rostova enquanto tenta acalmá-la.

### III:O Ano de 1812
O exército de Napoleão invade a Rússia. Kutuzov pede para Bolkonsky voltar ao exército, mas ele aceitará apenas um comando. Bezukhov é enviado para acompanhar o iminente confronto entre os dois exércitos. Ele se voluntaria para ajudar na artilharia durante a Batalha de Borodino. A unidade de Bolkonsky espera na reserva, mas ele é atingido por um tiro de canhão. Kuragin e Bolkonsky são seriamente feridos. A exército francês emerge vitorioso e marcha para Moscou.

### IV:Pierre Bezukhov
Enquanto Moscou é queimada pelo russos em retirada, os Rostovs fogem de sua propriedade e, no caminho, levam vários soldados feridos com eles. Sem a família saber, entre esses soldados está Bolkonsky. Bezukhov, vestido de civil, tenta assassinar Napoleão mas é feito prisioneiro. Depois dos franceses serem forçados a se retirar, ele marcha junto com a Grande Armée durante meses até ser libertado por um atque surpresa dos russos. Os franceses são derrotados por Kutuzov na Batalha de Krasnoi. Bolkonsky é reconhecido e levado até sua propriedade. Ele perdoa Rostova em seu leito de morte. Ela reencontra Bezukhov e os dois se casam enquanto Moscou é reconstruída.

## Elenco
- Ludmila Savelyeva como Natasha Rostova
- Sergei Bondarchuk como Pierre Bezukhov
- Vyacheslav Tikhonov como Andrei Nikolayevich Bolkonsky
- Oleg Tabakov como Nikolai Rostov
- Irina Skobtseva como Hélène Kuragin
- Anatoli Ktorov como Nikolai Bolkonsky
- Sergei Yermilov como Petya Rostov
- Vasily Lanovoy como Anatol Vasilyevich Kuragin
- Anastasiya Vertinskaya como Lisa Bolkonskaya
- Viktor Stanitsyn como Ilya Rostov
- Oleg Yefremov como Fedor Dolokhov
- Antonina Shuranova como Maria Bolkonskaya
- Kira Golovko como Natalya Rostova
- Boris Smirnov como Vasili Kuragin
- Boris Zakhava como Mikhail Kutuzov
- Irina Gubanova como Sonya Rostova
- Nikolai Tolkachev como Kyril Bezukhov
- Edvard Martsevich como Boris Drubetskoy
- Dzhemma Firsova como Katishe Mamontova
- Giuli Chokhonelidze como Pyotr Bagration
- Aleksandr Borisov como "Tio" Rostov
- Mikhail Khrabrov como Platon Karataev
- Vadim Safronov como Francisco I da Áustria
- Nikolai Rybnikov como Vasily Denisov
- Nikolai Trofimov como Tushin
- Yelena Tyapkina como Akhrosimova
- Viktor Murganov como Alexandre I da Rússia
- Vladislav Strzhelchik como Napoleão Bonaparte
- Herberts Zommers como Levin August
- Larisa Borisenko como Bourienne
- Jānis Grantiņš como Ludwig von Wolzogen
- Nikolai Bubnov como Karl Mack von Leiberich
- Georgy Millyar como Morel
- Dz. Eizentāls como Carl von Clausewitz
- Angelina Stepanova como Anna Scherer
- Jean-Claude Ballard como Ramballe
- Galina Kravchenko como Marya Karagina
- Erwin Knausmüller como Franz von Weyrother
- Nonna Mordyukova como Anisya
- Boris Molchanov como Louis Nicolas Davout
- Mikhail Pogorzhelsky como Mikhail Barclay de Tolly
- Lev Polyakov como Jacques Lauriston
- Leonid Vidavsky como Paisi Kaysarov
- Rodion Aleksandrov como Alexander Balashov
- Valeri Yeremichev como Alexander Ostermann-Tolstoy

## Produção

### Início
Em agosto de 1959, estreou na União Soviética o filme ítalo-americano Guerra e Paz, dirigido por King Vidor, atraindo 31,4 milhões de espectadores e sendo muito aclamado. Com a aproximação do aniversário de 150 anos da invasão francesa de 1812 e o grande sucesso mundial do filme de Vidor – em uma época que os Estados Unidos e a URSS estavam lutando por prestígio – Yekaterina Furtseva, ministra da cultura soviética, começou a plenajar uma adaptação nacional do romance épico de Liev Tolstói. Uma carta aberta foi enviada a imprensa soviética, assinada por muitos cineastas do país, afirmando que "é uma questão de honra para a indústria cinematográfica soviética, produzir um filme que ultrapassará o ítalo-americano em mérito artístico e autenticidade". De acordo com a revista alemã Der Spiegel, o filme seria um "contra-ataque" ao longa de Vidor.
Vários proeminentes diretores soviéticos se apresentaram durante o ano de 1960 se oferecendo para comandar o projeto. Entretanto, logo o único candidato viável remanescente era Ivan Pyryev. Já que sua escolha para o projeto parecia certa, vários oficiais do ministério da cultura ofereceram o trabalho a Sergei Bondarchuk, que no ano anterior havia terminado sua estreia na direção, Sudba Cheloveka. Bondarchuk não havia tentado conseguir o trabalho e só ficou sabendo da proposta quando lhe foi enviada uma carta do ministério. Ele concordou em aceitar o projeto se Pyryev estivesse de acordo.
O autor Fedor Razzakov acredita que o convite a Bondarchuk foi orquestrado pelos vários inimigos de Pyryev, que estavam determinados a impedir que ele conseguisse um projeto tão lucrativo; no início de fevereiro de 1961, um carta de apoio a Bondarchuk foi enviada ao ministério, assinada por várias importantes figuras do cinema soviético. No início, Furtseva determinou que os dois candidatos filmariam um piloto que seria exibido para uma comissão. Porém, Pyryev logo retirou-se da competição. Razzakov acredita que ele fez isso ao perceber que suas chances eram pequenas. Bondarchuk, cuja carreira havia começado no Degelo de Khrushchov, representava uma geração de jovens diretores apoiados pelo Kremlin de Nikita Khrushchov para substituir os antigos cineastas da era Stalin. No final de fevereiro, após a aprovação de Pyryev, a ministra realizou uma reunião confirmando Bondarchuk como o diretor.

### Desenvolvimento

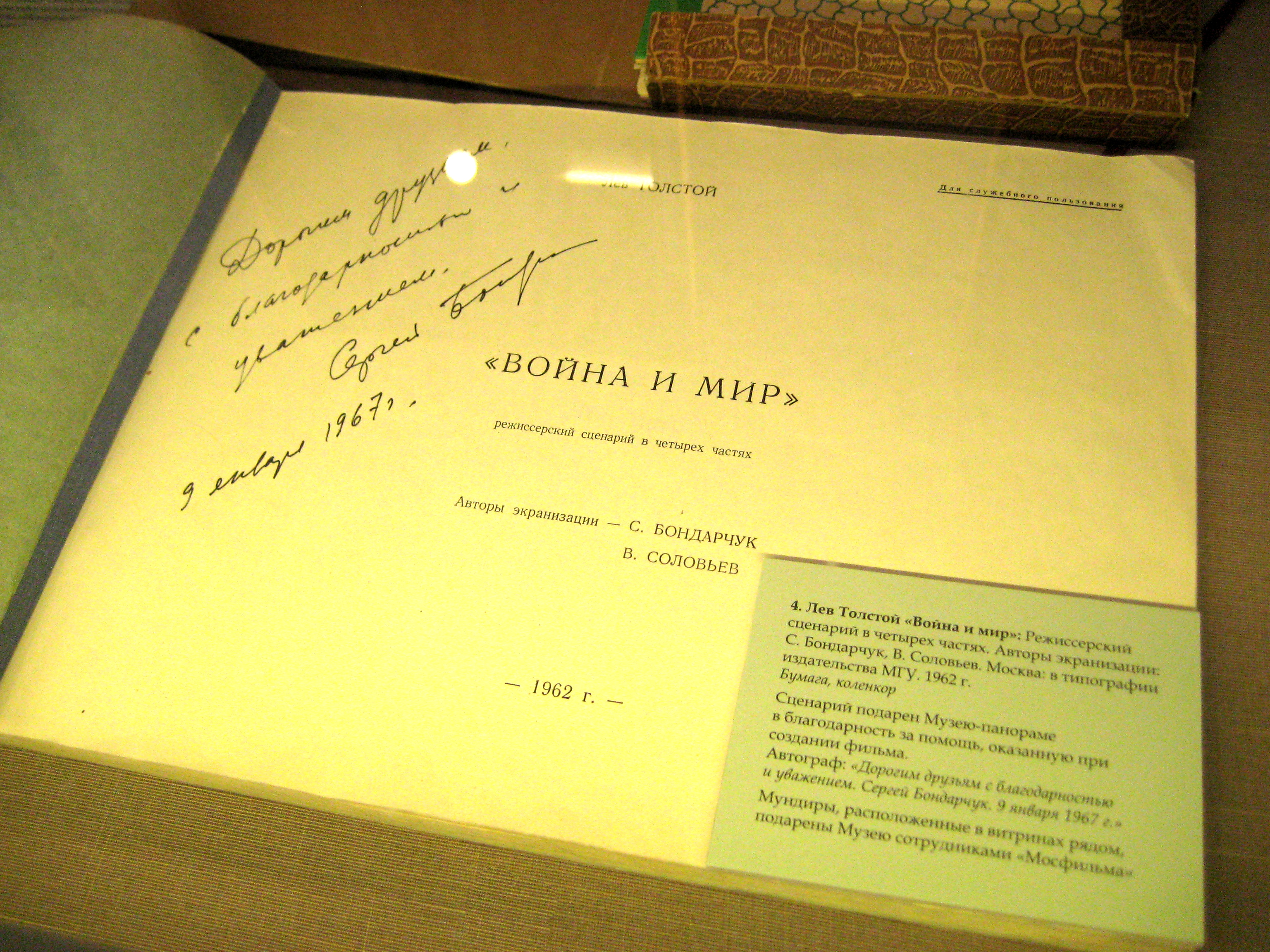
O roteiro de Bondarchuk.

Em 3 de abril de 1961, Vladimir Surin, diretor geral da Mosfilm, enviou uma carta a Furtseva pedindo sua aprovação para início dos trabalhos no roteiro em três partes para Voyna i Mir e 150 mil rublos de financimento. Um mês depois a ministra respodeu, autorizando o início do processo de adaptação e garantindo 30 mil rublos. A pré-produção do longa começou no mesmo dia.
Bondarchuk contratou o dramaturgo Vasily Solovyov para ajudá-lo na composição do roteiro. Mais tarde, os dois mudaram a premissa original e decidiram adaptar o livro em quatro partes. Eles escolheram excluir várias histórias menores de Tolstói para não deixar o filme muito pesado; episódios que focavam-se em Nikolai Rostov e Maria Bolkonskaya foram quase totalmente retirados, e a história de Anatol Kuragin recebeu um tratamento um pouco melhor. As opiniões filosóficas e históricas de Tolstói mal foram mencionadas.
A direção da Mosfilm aprovou o roteiro finalizado em 27 de fevereiro de 1962. Em 20 de março, em um plenário do Ministério da Cultura, Furtseva também aprovou o roteiro e pediu que todas as agências competentes auxiliassem os produtores. Isso incluía o Ministério da Defesa, considerado de grande importância para dar apoio ao projeto.
Os produtores nomearam três conselheiros militares: o Almirante Vladimir Kurasov foi o principal consultor do filme, e o Almirante Markian Popov também ajudou. O Tenente-General Nikolai Oslikovsky foi trazido como especialista em cavalaria. O exército soviético forneceria milhares de soldados como figurantes durante as filmagens.
Mais de quarenta museus contribuíram com artefatos históricos, como candelabros, móveis e talheres, para criar uma representação realista da Rússia do século XIX. Milhares de figurinos foram costurados, a maioria uniformes de diferentes tipos usados durante as Guerras Napoleônicas, incluindo onze mil shakos. Sessenta canhões obsoletos foram adquiridos e 120 vagões e carros foram construídos especialmente para a produção.
Antecipando a necessidade de cavalarias, o produtor Nikolai Ivanov e o General Osilkovsky começaram a procurar cavalos apropriados. Apesar das formações de cavalaria terem sido abolidas há muito tempo no exército, várias unidades do Distrito Militar Transcaucasiano e do Distrito Militar do Turquestão mantinham artilharias de montanha puxadas a cavalo. Além disso, o Ministério da Agricultura emprestou novecentos animais e a polícia de Moscou organizou um destacamento de seu regimento montado. Os produtores também precisavam de cães de caça para a caçada de lobos na propriedade dos Rostov. Inicialmente a equipe planejou usar borzois, como a cena é descrita no livro. Dezesseis animais foram adquiridos a partir de vários donos particulares, porém os cachorros não tinham nenhuma experiência em caçadas e eram difíceis de comandar. Eventualmente, o Ministério da Agricultura emprestou sabujos para caçarem os lobos – providenciados pelo departamento zoológico do Estúdio Estatal para Ciência Popular no Cinema.

### Seleção de elenco
Bondarchuk começou a realizar testes de elenco em maio de 1961. Oleg Strizhenov recebeu o papel principal do Príncipe Andrei Bolkonsky. Porém, em 1962, pouco antes do início das filmagens, Strizhenov mudou de ideia depois de ser aceito no Teatro de Arte de Moscou. Bondarchuk reclamou no Ministério da Cultura. Furtseva conversou com o ator, mas não conseguiu fazê-lo mudar de ideia. O diretor então contratou Innokenty Smoktunovsky, que deveria estrelar o filme Gamlet de Grigori Kozintsev. Smoktunovsky aceitou a oferta de Bondarchuk após algumas deliberações, porém Kozintsev usou sua influência no ministério para conseguir o ator de volta. Vyacheslav Tikhonov então recebeu o papel como última opção. Ele começou a atuar no filme em dezembro de 1962, três meses após o início das filmagens.
Bondarchuk queria que o personagem Pierre Bezukhov tivesse grande força física, de acordo com a descrição de Tolstói. Dessa forma, ele oferceu o papel ao halterofilista Iuri Vlassov, chegando até a ensaiar com ele. Vlassov logo desistiu, dizendo ao diretor que não tinha talento para a atuação. Bondarchuk então se escalou como o protagonista. Irina Skobtseva, sua esposa, interpretou Hélène Kuragin, a primeira esposa de Bezukhov. Durante a produção das partes três e quatro, o jornalista Iuri Devochkin substuiu o diretor em várias cenas.